# 比斯哈马卡泰克
比斯哈马卡泰克（Bishama Katek），是印度奥里萨邦Rayagada县的一个城镇。总人口7407（2001年）。

## 人口
该地2001年总人口7407人，其中男性3721人，女性3686人；0—6岁人口847人，其中男434人，女413人；识字率66.69%，其中男性为75.60%，女性为57.70%。